# Michael Robotham
Michael Robotham (Casino, 9 de novembro de 1960) é um escritor australiano de ficção policial. Ele é um jornalista investigativo, seus livros do gênero thriller psicológico policial, foram traduzidos para 25 idiomas.

## Biografia
Michael Robotham cresceu em pequenas cidades do interior da Austrália, em 1979 se mudou para Sydney e se tornou jornalista de um jornal. Ele era um jornalista investigativo que trabalhava para jornais nos Estados Unidos, Austrália e Grã-Bretanha, e com psicólogos clínicos e forenses enquanto ajudavam a polícia a investigar crimes complexos e psicologicamente motivados. Como redator sênior do Mail on Sunday do Reino Unido, ele foi um dos primeiros a ver as cartas e diários do Czar Nicolau II e de sua esposa, a imperatriz Alexandra, desenterrados nos Arquivos Estatais de Moscou em 1991. Ele também teve acesso aos arquivos de Hitler do Stalin, que estavam desaparecido há quase cinquenta anos até que um faxineiro tropeçou em uma caixa de papelão que havia sido extraviada e arquivada.
Em 1993, ele deixou o jornalismo para se tornar um escritor-fantasma (ghostwriter), colaborando com políticos, estrelas pop, psicólogos, aventureiros e personalidades do showbusiness para escrever para eles suas autobiografias. Doze desses títulos de não-ficção foram best-sellers com vendas conjuntas de mais de 2 milhões de cópias.
Ele ganhou duas vezes o prêmio CWA Gold Dagger de melhor romance e duas vezes foi indicado para o Edgar Award de melhor romance.
Michael mora em Avalo nas praias do norte de Sydney.
Sua filha mais velha é Alexandra Hope Robotham, profissionalmente conhecida como Alex Hope, uma produtora, compositora e multi-instrumentista australiana. 

## Obras

### Série Joseph O'Loughlin
- The Suspect (2004)  em Portugal: O Suspeito (11 X 17, 2009)
- Lost (2005) (também como: The Drowning Man)
- Shatter (2008)
- Bleed For Me (2010)
- The Wreckage (2011)
- Say You're Sorry (2012)
- Watching You (2013)
- Close Your Eyes (2015)
- The Other Wife (2018)

### Série Cyrus Haven
- Good Girl, Bad Girl (2019)
- When She Was Good (2020)
- Lying Beside You (2022)

### Livros isolados
- The Night Ferry (2007)
- Bombproof (2008)
- Life or Death (2014) em Portugal: Vivo ou Morto (Marcador, 2020)
- The Secrets She Keeps (2017)  em Portugal: A Espera (Marcador, 2021)
- When You are Mine (2021)